# Whykong Union
Whykong Union (auch: Whaikhyang) ist eine Union, die kleinste Verwaltungseinheit von Bangladesch. Sie liegt im Teknaf Upazila, Cox’s Bazar District. 2017 hatte die Einheit 34.537 Einwohner.

## Geographie
Whykong Union liegt auf einer Landzunge an der Ostküste des Golf von Bengalen. Das Ostufer der Landzunge wird vom Fluss Naf gebildet, der von Norden nach Süden verläuft und zugleich die Grenze zu Myanmar darstellt. Whykong ist die nördlichste Union des Upazila Teknaf. Im Norden schließt sich die Union Palong Khali des Ukhia Upazila an, sowie die Union Jalia Palong im Westen, entlang der Küste des Golf von Bengalen. Von Shamlapur (শামলাপুর, Monakhali) aus schließt sich nach Süden die Union Baharchhara an der Küste an. Nach süden begrenzt dann die Union Teknaf und im Südosten die Union Nhilla das Gebiet. Auf der gegenüberliegenden Seite des Naf, in Myanmar liegt die Verwaltungseinheit Maungdaw (မောင်တော). Ein großes Gebiet der Verwaltungseinheit steht als Reju Teknāf Reserved Forest unter Naturschutz.
Die höchste Erhebung ist der Taungyo Taung (267 m, ⊙).
Im Norden schließt sich das Teknaf wildlife sanctuary (টেকনাফ ওয়াইল্ডলাইফ স্যাংচুয়া) an.
Der Fluss Phalungkhāli Khāl entsteht in der Union und entwässert nach kurzem Verlauf nach Osten in den Naf.
In der Verwaltungseinheit gibt es einige Schulen (Daingakata Government Primary School,
Laturykhola Shankary Primary school, Hazi Mohammad Hossain Government Primary School - Noapara).

## Klima
Das Klima ist tropisch heiß.

## Geschichte
In dem Gebiet drangen in den letzten Jahren immer wieder Flüchtlinge aus Myanmar (Rohingya) nach Bangladesch ein. Dabei kam es auch immer wieder zu Zwischenfällen.

## Religion
Im Ort ist Islam die vorherrschende Religion. Es gibt die Moschee Katakhali Jame Mosque, aber auch den Whaikong Shaykomony Buddhist Temple.